# Saint Seija
Saint Seija (japonsky 聖闘士星矢, Seinto Seija), také známý jako Knights of the Zodiac (Rytíři Zodiaku), je japonská manga série napsaná a ilustrovaná Masami Kurumadou, vydávána jako seriál od roku 1986 do roku 1991 a adaptována do TV seriálu společností Tóei Animation mezi roky 1986 až 1989.

## Hlavní popis děje
Příběh pojednává o pěti mystických bojovnících zvaných Saintové (nebo „Rytíři“), kteří bojují v magické zbroji zvané "Cloth" (japonsky kurosu). Každá z těchto zbrojí je navržena podle jedné z hvězdných konstelací, které jsou zároveň i ochranným symbolem postavy. Tito Saintové přísahali, že budou chránit bohyni Athénu, která se každých dvě stě let reinkarnuje do lidského těla, a následují ji v bitvách proti ostatním Olympským bohům, kteří se snaží ovládnout Zemi.

## Příběh
Šest let před začátkem hlavní dějové linie je sto sirotků z Japonska posláno do různých, zákeřných koutů planety Země, aby se zde vytrénovali na tzv. Sainty a obdrželi zbroj konstelace (Cloth). Po úspěšném splnění tohoto úkolu se z nich stanou rytíři sloužící bohyni Athéně a každý z nich bude pod ochranou svého souhvězdí.
Děj se točí zejména kolem chlapce jménem Seiya, jednoho z těchto sirotků. Místem jeho výcviku se stalo Řecko, kde ho v sídle Athény, ve „Svatyni“ (Sanctuary), cvičí dívka jménem Marin. Seiya se narodil ve znamení okřídleného koně Pegase, a proto tvrdě trénuje a nakonec se účastní turnaje, aby obdržel bronzové brnění tohoto znamení a stal se z něj Pegassus Saint. Po šesti letech se vrací do Japonska za svou sestrou, ale zjišťuje, že zmizela ve stejný den, kdy Seiya odjel do Řecka. Proto mu Saori Kiddo, vnučka muže, který poslal sirotky do světa, dává návrh. Pomůže mu ztracenou sestru najít pod podmínkou, že se Seiya zúčastní turnaje jménem Galaktické války, kde budou ostatní přeživší Saintové bojovat o nejcennější ze všech existujících brnění – o zlatou zbroj Střelce. Zde potká další z hlavních postav: Dračího Sainta Shiryu, Labutího Sainta Hyogu, Sainta konstelace Andromeda Shuna a nakonec i jednoho z nejsilnějších Saintů, Fénixe Ikkiho.
Seiya nabídku přijímá, v průběhu soutěže ale zjistí, že celý turnaj je jen záminkou pro přilákání zla. To se snaží získat zbroj Střelce, o kterém panují různé legendy.
Bitva na sebe nenechá dlouho čekat a Saintové bohyně Athény se v průběhu mangy a animovaného seriálu utkávají s jedněmi z hlavních bohů: Poseidónem, Thanatem, Hypnem, Hádem a v nové sérii i s bohyní Artemis a Chronosem.

## Manga
Komiks je napsán a ilustrován Masami Kurumadou. Původně vycházel v letech 1986-1991 jako seriál v časopise Šúkan šónen Jump a později byl seřazen do sbírek zvaných tankóbony. Tankóbonů je celkem 28 a další přibudou díky nové sérii Saint Seiya: Next Dimension.

## TV seriál
Televizní adaptace následovala po úspěchu mangy a ujalo se jí studio Tóei Animation (Dragon Ball, Učú senkan Jamato, Daft Punk – Interstella 5555). Seriál režíroval Kozo Morišita a Kazuhito Kikuči. Nezapomenutelnou orchestrální hudbu k seriálu složil Seidži Jokojama, ta byla také jedním z důvodů, proč měla seriálová adaptace takový úspěch.
První série běžela v letech 1986 – 1989 a dělí se na tři ságy, které se odehrávají kolem hlavní zápletky.
Ságy:
- Sanctuary (díly 1–73)
- Asgard (díly 74–100)
- Poseidon (díly 100–114)

## OVA
OVA je určena pro přímou distribuci na digitálních nosičích či na pay-per-view programech v Japonsku, kdy si předem zaplatíte za to, co chcete sledovat (v Japonsku například kanál Animax).
Animovaná adaptace vychází z původní manga předlohy. Prvních 114 dílů pokrylo jen 18 dílů mangy, poté následovala třináctiletá odmlka. Studio Tóei Animation se proto rozhodlo vydat zbývající díly, které nově natočilo, jako tři OVA mezi lety 2002 – 2008. První dvě OVA měli dvanáct a třináct dílů, poslední mělo dílů šest. OVA pojednává o souboji Athény a jejích Saintů s Hádem, bohem podsvětí, a pokrývá tak posledních deset dílů mangy.
Tři OVA:
- Hades - chapter Sanctuary (díly 1–13)
- Hades - chapter Inferno (díly 14–25)
- Hades - chapter Elyseum (díly 25–31)

## Ohlasy
Obojí anime i manga bylo velmi populární v Japonsku i mnohých evropských zemích, například ve Francii, Itálii nebo Španělsku. Jeden z největších ohlasů série zaznamenala i v Latinské Americe. Animovaný seriál obdržel cenu Anime Grand Prix v roce 1987 za nejlepší seriál roku, také byly vytvořeny čtyři filmy, které byly promítány v japonských kinech. Přesto bylo anime předčasně ukončeno v roce 1989 a nebylo dokončeno. V roce 2002 se studio Tóei Animation vrátilo k sérii, aby navázalo tam, kde předtím skončilo a dokončilo tak celý příběh.
Tyto díly však již nebyly vysílány, byly vydávány ve formě tří OVA až do roku 2008. Díky oživení a úspěchu této OVA série přišel v jejím průběhu do kin pátý film v roce 2004.